# 奥莫尔塔格

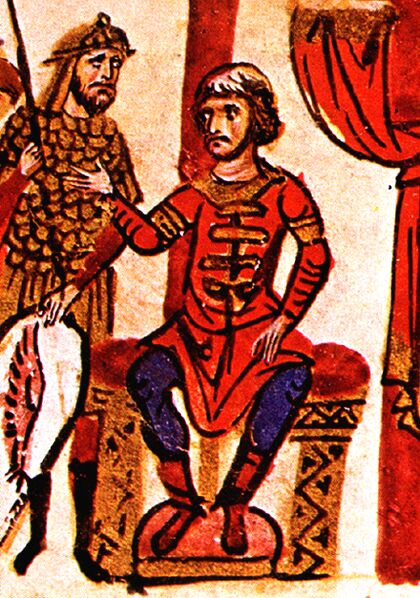
奥莫尔塔格

奥莫尔塔格（Омуртаг），或称奥莫尔塔格汗（ Омуртаг хан，？—831年），保加利亚大公（814年—831年在位）。克鲁姆大公之子，其父阵亡于与拜占庭帝国的战役。他开始在色雷斯边界修筑土墙，以阻挡拜占庭人。821年，奥莫尔塔格在大普列斯拉夫建立保加利亚的新都城。830年与塞尔维亚大公拉迪斯拉夫发生战争。
| 前任： 克鲁姆 | 保加利亚君主列表 814–831 | 繼任： 马拉米尔 |